# Seznam poljskih kolesarjev
Seznam Poljskih kolesarjev.

## B
- Maciej Bielecki
- Maciej Bodnar
- Piotr Brzózka

## D
- Aleksandra Dawidowicz

## F
- Paweł Franczak

## G
- Michał Gołaś
- Paula Gorycka
- Kamil Gradek

## H
- Bartosz Huzarski

## J
- Małgorzata Jasińska

## K
- Sylwia Kapusta-Szydłak
- Tomasz Kiendyś
- Marek Konwa
- Kamil Kuczyński
- Michał Kwiatkowski

## L
- Eryk Latoń

## M
- Filip Maciejuk
- Rafał Majka

## N
- Przemysław Niemiec
- Katarzyna Niewiadoma

## P
- Maciej Paterski
- Katarzyna Pawłowska
- Anna Plichta

## S
- Szymon Sajnok
- Anna Skalniak
- Sylwester Szmyd
- Stanisław Szozda

## W
- Piotr Wadecki
- Małgorzata Wojtyra

## Z
- Damian Zieliński